# Дрогомирецкий, Роман Юрьевич
Рома́н Ю́рьевич Дрогомире́цкий (укр. Роман Юрійович Дрогомирецький; 3 июня 1997, Топольское) — украинский военный лётчик, капитан, участник российско-украинской войны. Герой Украины (2022).

## Биография
После окончания Прикарпатского военно-спортивного лицея-интерната поступил в Харьковский национальный университет Воздушных Сил имени Ивана Кожедуба, который окончил в 2019 году. Участник ООС.
В марте 2022 года капитан Роман Дрогомирецкий и майор Николай Любарец добровольно выполнили сложный полёт на вертолёте из Днепра в Мариуполь с целью доставки боеприпасов защитникам города. На обратном пути они эвакуировали восемь тяжелораненых.

## Награды
- Звание «Герой Украины» с удостоением ордена «Золотая Звезда» (26 марта 2022) — за личное мужество и героизм, проявленные в защите государственного суверенитета и территориальной целостности Украины, верность военной присяге[2].
- Орден Богдана Хмельницкого III степени (7 мая 2025) — за личное мужество и высокий профессионализм, проявленные в защите государственного суверенитета и территориальной целостности Украины, верность военной присяге[3].